# 加瀬英明
加瀬 英明（かせ ひであき、1936年12月22日 - 2022年11月15日）は、日本の外交評論家。助川 明（すけがわ あきら）も使用。自由社社長、日本会議監事兼日本会議東京会長、日本教育再生機構代表委員、世界平和教授アカデミー常任理事などを務めた。

## 来歴
東京府出身。父は外交官の加瀬俊一、母・寿満子は元日本興業銀行総裁小野英二郎の娘である。また従姉にはオノ・ヨーコがいる。
慶應義塾大学経済学部卒業後、イェール大学・コロンビア大学に留学。1967年から1970年までブリタニカ国際大百科事典の初代編集長を務める。青年時代から、外交官である父・俊一の影響を受けて育ったことなどがきっかけで、評論・執筆活動を行うようになる。政財界でも活動し、福田赳夫内閣・中曽根康弘内閣の首相特別顧問、福田赳夫・大平正芳・鈴木善幸内閣の外相特別顧問などを歴任した。
1982年、東京放送（現・TBSラジオ）には、ラジオ番組『加瀬英明のハローワールド』のパーソナリティを務めた。
1997年に結成された新しい歴史教科書をつくる会（つくる会）に賛同。歴史論争、歴史教科書問題に積極的にコミットした。同会の分裂で、八木秀次らが設立した「日本教育再生機構」の代表委員となったが、一方で、つくる会の新たな教科書発行元として自らが役員を務める自由社を紹介。2008年9月、同名の別会社・自由社の社長に就任し、つくる会支持を鮮明にした。
自由社社長、同名の別会社・自由社（石原萠記社長）の取締役、元月刊『自由』編集委員会代表、「教育における体罰条項を考える会」会長、日本・イスラエル親善協会副会長、一般社団法人「国家ビジョン研究会」会長、公益社団法人全日本きものコンサルタント協会理事、日本躾の会評議員、社団法人「日本文化協会」会長。「慰安婦の真実」国民運動代表、日本会議監事、日本会議東京都本部会長、明治の日推進協議会代表委員、史実を世界に発信する会代表などを務めた。
2012年9月5日、加瀬、三宅久之、すぎやまこういちなど保守系の著名人28人は、同年9月の自由民主党総裁選挙に向けて、「安倍晋三総理大臣を求める民間人有志の会」を発足させた。同日、同団体は安倍晋三の事務所に赴き、出馬要請をした。9月26日、総裁選が実施され、安倍が当選した。
2018年12月24日、ジョンレノンとオノヨーコの人生と500年後の未来を描くミュージカル「ダディとマザーの軽井沢物語」（監修：加瀬英明、原作・音楽：縄文土、脚本：笠井賢一、主演：小野口基・金子あい・小川さやか、歌：谷本綾香）を東京・表参道の「能楽研修所」で公演。サンマリノ共和国マンリオ・カデロ大使と共に舞台挨拶した。
2020年、アパ日本再興財団が主催する第3回アパ日本再興大賞と第13回「真の近現代史観」懸賞論文の審査委員長を務めた。
2022年11月15日、老衰のため東京都内の自宅で死去。85歳没。

## 統一教会との関係
- 加瀬は、統一教会の関連団体「世界平和教授アカデミー」の常任理事を務めていた[29][30]。
- 加瀬は、統一教会の関連団体「世界戦略総合研究所」の機関誌「和ORLD（ワールド）」の最高顧問である[31]。
- 1975年12月15日に世界平和教授アカデミーが主催し、統一教会幹部の松下正寿が基調講演をした「第五回国際学術会議」に、加瀬は論文を提出した[32]。
- 1977年1月、加瀬は統一教会の関連団体「防衛問題懇談会」が主催するシンポジウム「一九九七年の北東アジアの安全保障を考える――朝鮮半島を中心にして」に参加した[33]。シンポジウムには統一教会幹部の松下正寿らも参加した[33]。

- 1979年2月24日、統一教会の関連団体「国際勝共連合」と自民党の国防関係国会議員が中心となり、「スパイ防止法制定促進国民会議」が設立された[34][35][36][37]。呼びかけ人は木内信胤、朝比奈宗源、宇野精一、郷司浩平、宝井馬琴、三輪知雄の6人。サンケイ会館で設立発起人総会が開かれ、発起人には加瀬英明、久保木修己(統一教会の日本の初代会長)、松下正寿(統一教会幹部)、世界日報社社長の石井光治、中外日報社社長の本間昭之助らが名を連ねた[34]。都道府県会議を全国で設置し、地方議会におけるスパイ防止法案制定請願運動の先頭に立った。勝共連合は同団体に1億6000万円を寄付した[38]。
- 2019年12月18日、統一教会の関連団体「世界戦略総合研究所」が主催した、その機関誌「和ORLD（ワールド）」の出版記念パーティーに、加瀬はケント・ギルバートとともに参加した[31]。
- 統一教会の関連団体「世界戦略総合研究所」の機関誌「和ORLD（ワールド）」01号（2019年刊行）に、加瀬のインタビュー記事「人種平等・民主過ぎの源は天皇」が掲載された[31][39]。
- 統一教会の関連団体「世界戦略総合研究所」の機関誌「和ORLD（ワールド）」02号（2020年刊行）に、加瀬のインタビュー記事「世界一の親日国台湾が世界を救う」が掲載された[31][39]。
- 統一教会の関連団体「世界戦略総合研究所」の機関誌「和ORLD（ワールド）」03号（2020年刊行）に、加瀬と、統一教会幹部の阿部正寿と、呉善花の鼎談が掲載された[31][39]。
- 統一教会の関連団体「世界戦略総合研究所」の機関誌「和ORLD（ワールド）」04号（2021年刊行）に、加瀬と、統一教会幹部の阿部正寿と、呉善花の鼎談が掲載された[31][39]。
- 統一教会の関連団体「世界戦略総合研究所」の機関誌「和ORLD（ワールド）」06号[（2024年刊行）に、加瀬のインタビュー記事「『歴史戦』勝利の鍵握る台湾」が掲載された[31][39]。聞き手は「和ORLD」編集長であり、世界総合戦略研究所理事の小野寺敬一だった[31]。

## 幸福の科学との関係
- 2015年5月、新興宗教「幸福の科学」の政治団体「幸福実現党」党首の釈量子が「慰安婦」資料への反論書をパリ・ユネスコ本部に提出する際に、加瀬は名を連ねた[40]。

## 主張
- 第二次世界大戦に関して日本は責めを受ける立場にないと主張している[41]。ただしかつて週刊サンケイの対談の中で「日韓併合は不幸な過去だった」「在日韓国人の中には強制連行されて来た人がいる」と述べた[42]ことがある。
- 日本会議の会報誌『日本の息吹』2013年12月号の紙上で福冨健一と対談し、「アジア解放、有色人種解放の大東亜戦争を戦い抜いた結果、戦後、アジアだけでなくアフリカにも次々と独立国が生まれました」と述べた[43]。
- 2007年10月に開かれた日本会議の設立10周年大会で披露した文章で「日本民族が先の戦争を戦ったことによって、数百年にわたって抑圧されたアジア・アフリカ諸民族を解放した」と述べ、日本の戦争行為を「偉業」と称えた[44]。
- 2007年12月6日には東京千代田区の九段会館で行われた「南京陥落70年　国民の集い　参戦勇士の語る『南京事件』の真実」（南京事件の真実を検証する会主催）の冒頭挨拶で南京事件の虚構性を主張した[45][46]。
- 編集委員会代表を務める月刊誌「自由」2007年10月号の「巻頭言」では、終戦時の昭和天皇の態度について「要は天皇以下、当時の指導者たちには、国民に対する責任感が全くなかった。この無責任な人間としての心を失った姿が、戦後日本の狂いの初めであると思う。苦境に際して、己の責任を回避して、他に責任を転嫁、己の生き残りを優先する。迷惑をかけた人々に対し、何らの責任を取ろうとしない。この無責任体制が、今日の日本をもたらしたと言えないか」、「先の参議院選挙で、戦後最強の保守勢力・自民党が歴史的大敗北をした。その時とった、安倍総理の姿勢をみて、思わず敗戦時の昭和天皇のことを想い出した。安倍総理も彼を支える側近の人たちも、終戦時の天皇同様、責任を回避する言動に終始し、党・支持者に対し、責任を取る発言をしなかった。そして世論の過半数が辞めるべきだというなか、総理は内閣続投の意思表示をするだけだった。敗戦時に天皇や側近者たちが、敗戦の責任を国民に詫びることなく、天皇制度の維持画策に狂奔したのと全く同じである」と書き、昭和天皇に対しての激しい批判を展開した。
- 加瀬によれば、加瀬が従姉のオノ・ヨーコの夫のジョン・レノンに対し、「大東亜戦争は日本が米国から不当な圧迫を被ったことに対する自衛的戦争である」と述べたとき、レノンはその主張に首肯し「この間の戦争は正義の戦争だった」と述べたとされる[47][48]。

## 著書
- 『二十歳の眼 ある大学生の世界紀行』(東都書房 1958年)
- 『日本第二帝国論』(実業之日本社 1971年)
- 『新聞批判入門』(浪曼 1974年)
- 『英国と日本』(自由社編集部 自由社 1975年)
- 『天皇家の戦い』(新潮社 1975年、新潮文庫 1983年) 
  - 『天皇家を語る』たちばな出版・タチバナ教養文庫 上下 1995年
  - 『昭和天皇の戦い』勉誠出版 2015年、新書判・全2冊 2019年
- 『会社人の英語教室 英語がシンから楽しくなる本』(徳間書店 1976年)
- 『日本人の悲劇 日本を滅ぼすものはなにか』(日本経済通信社 1976年)
- 『誰も書かなかった北朝鮮 「偉大なる首領さま」の国』サンケイ出版、1977年4月。NDLJP:12166800。
- 『日本人の発想・西洋人の発想 新個人主義のすすめ』(講談社 1977年)
- 『大爆発』(サイマル出版会 1978年)
- 『日本の良識をダメにした朝日新聞』(山手書房 1978年)
- 『個性の時代 ミーイズムのすすめ』(講談社 1979年、講談社文庫 1986年)
- 『個性時代の生き方 自分をどのようにつくるか』(竹井出版 1980年)
- 『なぜ第三次大戦か つのる危機・自由世界崩壊のシナリオ』(徳間書店 1980年)
- 『鏡のない国 世界の知識人がみた日本』(山手書房 1981年)
- 『日米同盟今後の二十年』(自由社 1981年)
- 『日本外交の二つの選択 日本は正念場に立たされた』(グラフ社 1984年)
- 『神秘なる天皇』(日本教文社・教文選書 1985年)
- 『自立のすすめ 覇気と個性を創造するために』(講談社 1986年)
- 『新しい世界が生まれる 紀元2000年までを読む』(日本教文社 1990年)
- 『私の日本外交危機白書 アメリカはふたたび日本を敵とするか!?』(学習研究社 1991年)
- 『日本人を語る いまだかつてこんなユニークな日本人論はなかった!』(たちばな出版 1994年)
- 『「恨(ハン)」の韓国人「畏まる」日本人』(講談社 1988年)
- 『醜い韓国人 歴史検証編』(朴泰赫名義 光文社カッパ・ビジネス 1995年)
- 『総理大臣の通信簿 政治実績から歴史感覚の有無まで、戦後・歴代総理23人を全採点!』(日本文芸社 1995年)
- 『アジアは激動の時代に入った こうすれば日本は生き残れる』(廣済堂出版 1997年)
- 『金正日最後の選択 その日、“核"が日本だけを襲う』(祥伝社 1999年)
- 『イギリス衰亡しない伝統国家』(講談社＋α新書 2000年)
- 『これほど軍歌が歌われている国はない 私の半成記』(黙出版 2001年) 
  - 改訂版 『自發自奮　私の半成記』（高木書房、2022年）
- 『ムルデカ17805』(自由社 2001年)
- 『ユダヤ・ジョークの叡智 逆境も窮地も、笑いで切り抜ける』(光文社知恵の森文庫 2003年)
- 『独裁者 その怖ろしくて滑稽な実像』(グラフ社 2003年)
- 『日本を誤らせた国連教と憲法信者』(展転社 2004年)
- 『ユダヤの訓え「大物」になる勉強法』(三笠書房 2007年)
- 『昭和天皇 三十二の佳話 天気予報と空襲警報下の四方拝』(実業之日本新書 2008年)
- 『徳の国富論 資源小国日本の力』(自由社 2009年)
- 『人生最強の武器 笑い(ジョーク)の力 ユダヤ人の英知に学ぶ』(祥伝社新書 2010年)
- 『自分を「最高に高める」頭の使い方』(三笠書房知的生きかた文庫 2011年)
- 『ジョン・レノンはなぜ神道に惹かれたのか』(祥伝社新書 2011年)
- 『日本と台湾　なぜ、両国は運命共同体なのか』(祥伝社新書 2013年、同文庫 2022年) 、※ほか多数

## 共編著
- 『国際人になるために 親子対談』加瀬俊一 芙蓉書房 1977年
- 『朝鮮半島のすべて』福田恆存編 高木書房 1977年
- 『日本人に生まれて損か得か』(バーナード・クリッシャー 山手書房 1978年)
- 『80年代日米経済を読む 日本経済の強味と弱味 トライアングル対談』徳間書店 1979年
- 『アメリカ人の発想・日本人の発想 “合わせる"文化と“個"の文化 トライアングル対談』(ハーバート・パッシン、竹村健一 徳間書店 1979年)
- 『イスラムの発想 アラブ産油国のホンネがわかる本 対話』(山本七平 徳間書店 1979年)
  - 『イスラムの読み方 なぜ、欧米・日本と折りあえないのか』(山本七平 祥伝社 2005年、祥伝社新書 2015年)
- 『鉱物資源戦争 これからの舞台はアフリカだ』(ケネス・L.エーデルマン 室山正英訳 学陽書房 1982年)
- 『世界紛争地図の読み方 孤立しては生きられない!!』(グリーンアロー出版社 1986年)
- 『韓国人はなぜ日本人が大嫌いか 友好的環境づくり7の提言』佐桑徹 日新報道、1987年
- 『皇室の伝統精神と即位礼・大嘗祭』 所功・高森明勅、廣池学園出版部 1990年
- 『昭和が燃えた日 私の昭和史』加瀬俊一 光言社 1990年
- 『敵としての日本 アメリカは何を怒っているのか』(J.カーボー 監訳　光文社 1991年)
- 『背広とチョンマゲ こんな時にどうする? 異文化摩擦で失敗しないマナー教本』(アンドリュー・ホルバート. 徳間書店 1992年)
- 『アメリカの対日依存が始まる 日米関係の真実』(J.カーボー 監訳　光文社 1992年)
- 『日米知ってるつもり大論争』(ケント・ギルバート・植田剛彦 日本教文社 1993年)
- 『日本と韓国表の論理・裏の論理 新しい共存・共栄関係に向かって』(佐桑徹 日新報道 1993年)
- 『宮中晩餐会 お言葉と答辞』(日本教文社 1993年) 、編者代表
- 『これからのアジア』(李登輝 光文社カッパ・ハードカバー 1996年)
- 『なんで日本はこうなった』(秦野章 廣済堂出版 1997年)
- 『21世紀日本は沈む太陽になるのか』(ロナルド・モース・花井等 廣済堂出版 1998年)
- 『起て!日本 日本を救う八つの提言』(渡部昇一 高木書房 1999年) 、※2000年以降も多数刊
- 『徹底解明!ここまで違う日本と中国 中華思想の誤解が日本を亡ぼす』(石平 自由社 2010年) 、ワック新書判 2012年
- 『中国はなぜ尖閣を取りに来るのか』(藤岡信勝共編 自由社 2010年)
- 『なぜアメリカは、対日戦争を仕掛けたのか』(ヘンリー・スコット・ストークス、祥伝社新書 2012年)、藤田裕行訳・構成
- 『英国人記者が見た 世界に比類なき日本文化』（ヘンリー・ストークス、祥伝社新書、2015年）、同上
- 『世界で一番他人（ひと）にやさしい国・日本』（マンリオ・カデロ、祥伝社新書　2016年）、同上
- 『呆れた哀れな隣人・韓国』（呉善花、ワック・新書判 2017年）
- 『明治維新から見えた日本の奇跡、中韓の悲劇』（石平、ビジネス社 2017年）
- 『対談 憲法改正で日本はこんなに良くなる』（ケント・ギルバート、光明思想社 2018年）
- 『新しい日本人論』（ケント・ギルバート、石平、SB新書 2020年）、藤田裕行構成
- 『新しいナショナリズムの時代がやってきた！』（ケント・ギルバート、勉誠出版 2020年）

## 訳書
- 『戦争 ワルシャワから東京まで』(ルイス・スナイダー 加瀬俊一共訳、人物往来社 1962年)
- 『アメリカ民主主義の発展』(ユージン・マッカーシー 時事通信社 1963年)
- 『人に認められる法』(L.D.ブレナン 恒文社 1964年)
- 『日本報道三十年』(ヘッセル・ティルトマン 新潮社 1965年)
  - 『伝説の英国人記者が見た 日本の戦争・占領・復興 1935-1965』（祥伝社、2016年）、新装復刊
- 『民主主義と高等教育』(ルイス・G.ガイガー 時事通信社 1965年)
- 『チャーチル名言集』(講談社 1965年)
- 『平和部隊の理想と任務』(サージャント・シュライバー 時事通信社 1966年)
- 『笑みを浮かべた将軍 アジアの偉大な指導者スハルト』(O.G.レーダー グヌング・アグング商会 1970年)
- 『ユダヤ5000年の知恵 聖典タルムード発想の秘密』(マーヴィン・トケイヤー 実業之日本社 1971年)、新版・講談社+α文庫
- 『ユダヤ発想の驚異 旧約聖書の英知と教え』(トケイヤー 実業之日本社 1972年)
- 『中国を考える ガルブレイス訪中記』(J.K.ガルブレイス 番町書房 1973年)
- 『ユダヤ人の秘密』(ラビ・V.M.ソロモン 実業之日本社 1973年)
- 『ユダヤの力』三笠書房知的生き方文庫
- 『ユダヤ・ジョーク集』(トケイヤー 助川明訳 実業之日本社 1973年)  のち講談社+α文庫、実業之日本社
- 『ユダヤ格言集』(トケイヤー編著 助川明訳 実業之日本社 1975年) のち三笠書房知的生き方文庫
- 『日本には教育がない ユダヤ式天才教育の秘密』(トケイヤー 徳間書店 1976年)
- 『日本病について 蝕まれた国の診断書』(トケイヤー 徳間書店 1977年)
- 『ユダヤ人の発想 不確実性時代を生き抜く条件』(トケイヤー 徳間書店 1978年)、のち徳間文庫
- 『ユダヤ処世術 5000年の苦難を生き抜いた英知』(トケイヤー 徳間書店 1980年)
- 『米陸軍日本語学校 日本との出会い』(ハーバート・パッシン TBSブリタニカ 1981年) 、新版・ちくま学芸文庫 2020年
- 『ラビ・トケイヤーの校長日記 21世紀型教育のすすめ なぜ誰もが英才児になるのか』(マーヴィン・トケイヤー 徳間書店 1996年)
- 『ユダヤ人5000年のユーモア 知的センスと創造力を高める笑いのエッセンス』(ラビ・マーヴィン・トケイヤー 助川明訳 日本文芸社 1998年)
- 『私は一流新聞の犬記者』(マコ 講談社 1999年)
- 『ユダヤ商法』(マーヴィン・トケイヤー 日本経営合理化協会出版局 2000年)
- 『ユダヤ5000年の教え 世界の富を動かすユダヤ人の原点を格言で学ぶ』(ラビ・マービン・トケイヤー 実業之日本社 2004年) 、小学館新書 2016年
- 『ユダヤ製国家日本 日本・ユダヤ封印の近現代史』(トケイヤー 徳間書店 2006年)
- 『富と成功の秘訣―ユダヤ5000年の叡智』(トケイヤー 日本経営合理化協会出版局 2007年)

## 出演
- 『男のワイド』（文化放送）
- 『加瀬英明のハローワールド』（TBSラジオ、1982年）[5]
- 『ダディとマザーの軽井沢物語[49]』（東京・表参道「能楽研修所」、2018年）

## 関連映画
- 『プライド・運命の瞬間』 - 監修担当。
- 『ムルデカ17805』 - 監修担当の『ムルデカ17805』製作委員会代表。
- 『南京の真実』 -　2007年1月24日に行われた映画製作発表記者会見の当初より賛同者[50]。
- 『Iris Chang: The Rape of Nanking』 - 2007年に公開されたアイリス・チャンを描いたカナダ映画。日本未公開。インタビュー出演。南京事件は無かったと答えている。
- 『主戦場』 - ドキュメンタリー映画。インタビュー出演。